# العلاقات العراقية الفنلندية
العلاقات العراقية الفنلندية هي العلاقات الثنائية التي تجمع بين العراق وفنلندا.

## مقارنة بين البلدين
هذه مقارنة عامة ومرجعية للدولتين:
| وجه المقارنة                                              | العراق                       | فنلندا                                                                               |
| --------------------------------------------------------- | ---------------------------- | ------------------------------------------------------------------------------------ |
| المساحة (كم2)                                             | 437.07 ألف                   | 338.42 ألف                                                                           |
| عدد السكان (نسمة)                                         | 38.27 مليون                  | 5.52 مليون                                                                           |
| الكثافة السكانية (ن./كم²)                                 | 87.56                        | 16.31                                                                                |
| العاصمة                                                   | بغداد                        | هلسنكي                                                                               |
| اللغة الرسمية                                             | اللغة العربية، اللغة الكردية | اللغة الفنلندية، اللغة السويدية                                                      |
| العملة                                                    | دينار عراقي                  | يورو، ماركا فنلندية                                                                  |
| الناتج المحلي الإجمالي (بليون دولار)                      | 197.72 مليار                 | 251.88 مليار                                                                         |
| الناتج المحلي الإجمالي (تعادل القوة الشرائية) بليون دولار | 560.73 مليار                 | 231.84 مليار                                                                         |
| الناتج المحلي الإجمالي الاسمي للفرد دولار أمريكي          | 4.94 ألف                     | 42.31 ألف                                                                            |
| الناتج المحلي الإجمالي للفرد دولار أمريكي                 | 15.06 ألف                    | 40.68 ألف                                                                            |
| مؤشر التنمية البشرية                                      | 0.654                        | 0.883                                                                                |
| رمز المكالمات الدولي                                      | +964                         | +358                                                                                 |
| رمز الإنترنت                                              | .iq                          | .fi                                                                                  |
| المنطقة الزمنية                                           | ت ع م+03:00، ت ع م+04:00     | ت ع م+02:00، ت ع م+03:00، أوروبا/هلسنكي ‏، توقيت شرق أوروبا، توقيت شرق أوروبا الصيفي ‏ |

## منظمات دولية مشتركة
يشترك البلدان في عضوية مجموعة من المنظمات الدولية، منها:
| علم المنظمة | اسم المنظمة                        | تاريخ انضمام العراق | تاريخ انضمام فنلندا |
| ----------- | ---------------------------------- | ------------------- | ------------------- |
|             | مؤسسة التنمية الدولية              | 29 ديسمبر 1960      | 29 ديسمبر 1960      |
|             | يونسكو                             | 21 أكتوبر 1948      | 10 أكتوبر 1956      |
|             | وكالة ضمان الاستثمار متعدد الأطراف | 6 أكتوبر 2008       | 28 ديسمبر 1988      |
|             | الأمم المتحدة                      | 21 ديسمبر 1945      | 14 ديسمبر 1955      |
|             | الاتحاد البريدي العالمي            | ?                   | ?                   |
|             | البنك الدولي للإنشاء والتعمير      | 27 ديسمبر 1945      | 14 يناير 1948       |
|             | الاتحاد الدولي للاتصالات           | 12 نوفمبر 1928      | 1 سبتمبر 1920       |
|             | منظمة حظر الأسلحة الكيميائية       | ?                   | ?                   |
|             | مؤسسة التمويل الدولية              | 27 ديسمبر 1956      | 20 يوليو 1956       |
|             | منظمة الشرطة الجنائية الدولية      | ?                   | ?                   |

## أعلام
هذه قائمة لبعض الشخصيات التي تربطها علاقات بالبلدين:
- العراقيون في فنلندا
- حسن بلاسم (1973[20][21][22] – )
- هونر عبدي (لاعب كرة قدم فنلندي، 30 نوفمبر 1994[23] – )
- هيلي لوف (مغنية فنلندية من أصل إيراني، 16 نوفمبر 1988 – )

## وصلات خارجية
- موقع وزارة الخارجية العراقية
- موقع وزارة الخارجية الفنلندية